# Loi sur le secret d'invention
 (septembre 2015).
- Si vous ne connaissez pas le sujet, laissez ce bandeau (vous pouvez alors contacter les auteurs).
- Si vous supprimez le contenu mis en cause (vous pouvez préalablement contacter les auteurs),

argumentez précisément cette suppression dans la page de discussion
(un manque de référence n'est pas un argument ; une recherche réelle de référence doit avoir été effectuée, être formellement documentée).
La loi sur le secret d'invention de 1951 (Invention Secrecy Act of 1951)  est un instrument du corps législatif fédéral des États-Unis d'Amérique destiné à empêcher la révélation de nouvelles inventions et technologies, qui de l'avis de certaines agences fédérales, présentent un danger pour la sécurité nationale du pays

## Historique
Le gouvernement américain a longtemps cherché à contrôler la divulgation de nouvelles technologies qui pourraient menacer la défense nationale et la stabilité économique du pays. Pendant la Première Guerre mondiale, le congrès autorisa l'Office américain des brevets et marques (PTO en anglais) à mettre au secret des brevets liés à la défense. Ce premier essai dura le temps de la Grande guerre mais le principe s'imposa en octobre 1941 par anticipation de l'entrée des États-Unis dans la Seconde Guerre mondiale. Initialement prévu pour deux ans depuis le 1er juillet 1940, les ordres de mise au secret furent en fait étendus pendant la guerre.

## Description
La loi sur le secret d'invention de 1951 impose un secret permanent sur les brevets concernés, même si l'ordre de suppression de toute invention doit être renouvelé chaque année, à l'exception des périodes qualifiées de guerre ou d'état d'urgence nationale. Avec cette loi, les agences de défense fournissent au PTO une liste de technologies sensibles sous la forme d'une Liste des Catégories Exhaustives de Brevets touchants la Sécurité (PSCRL en anglais). Ce sont les agences de défense qui décident de la classification de nouvelles inventions tombant sous cette loi, agence elles-mêmes choisies par le Président des États-Unis d'Amérique. En règle générale, ces agences comprennent l'armée, l'armée navale, les forces aériennes, la NSA, le département de l'énergie et la NASA, et parfois même le Département de justice.
Un texte imposant le secret barre l'octroi d'un brevet concerné par cette disposition légale. Il impose le secret d'invention, restreint le dépôt de brevets à l'étranger et spécifie les procédures destinées à éviter la révélation des idées contenues dans le procédé. Le seul moyen pour un inventeur d'éviter la mise au secret de son invention est de passer outre à la protection de son brevet.
Fin 1991, 6 193 brevets étaient concernés par la mise au secret. De nombreux ordres ont été imposés à des individus et des organisations qui travaillent sans soutien de l'État. Puis ce nombre a décru constamment jusqu'en 2002. Depuis cette année, le nombre de mises au secret a repris pour atteindre 5 002 fin 2007.
Le genre d'inventions classées secrètes par la loi sont elles-mêmes secrètes. Toutefois, la plupart des inventions libérée du secret d'invention touchaient à des domaines hautement militaires comme la cryptographie et les armes.